# حشره‌خوار کوتوله ماداگاسکار
 حشره‌خوار کوتوله ماداگاسکار (نام علمی: Suncus madagascariensis) نام یک گونه از سرده حشره‌خوارهای مشکین است.